# Vela en los Juegos Suramericanos de 2014: Lightning
La competencia de Lightning en Santiago 2014 se llevó a cabo entre los días 12 y 17 de marzo de 2014 en el Club de Yates Higuerillas de Concón. Participaron 7 equipos.

## Resultados
| #                 | Velerista                                                        | Regata 1 | Regata 2 | Regata 3 | Regata 4 | Regata 5 | Regata 6 | Regata 7 | Regata 8 | Regata 9 | Regata 10 | Regata 11 | Total |
| ----------------- | ---------------------------------------------------------------- | -------- | -------- | -------- | -------- | -------- | -------- | -------- | -------- | -------- | --------- | --------- | ----- |
| Medalla de oro    | Chile · Trinidad González · Alberto González · Cristian Herman   | 1        | 2        | 2        | 1        | 1        | 2        | 4        | 3        | 1        | C         | C         | 14    |
| Medalla de plata  | Chile · Andrés Guevara · Pablo Lorca · Pedro Robles              | 2        | 1        | 1        | 2        | 3        | 4        | 1        | 5        | 5        | C         | C         | 18    |
| Medalla de bronce | Brasil · María Altamira Hackerott · João Hackerott · John Stuart | 4        | 3        | 3        | 3        | 2        | 3        | 2        | 1        | 2        | C         | C         | 19    |
| 4                 | Argentina Tomás Dietrich Manuel Fumagallo Mario Fumagallo        | 1        | 4        | 5        | 4        | 4        | 1        | 3        | 2        | 3        | C         | C         | 22    |
| 5                 | Perú · Wilfredo Fano · Fernando Fosca · Augusto Navarro          | 2        | 7        | 4        | 5        | 5        | 5        | 6        | 6        | D        | C         | C         | 40    |
| 6                 | Ecuador · Rafael Quintero · Juan Andrés Santos · Julio Vélez     | 7        | 5        | 6        | 6        | 6        | 6        | 5        | 4        | 4        | C         | C         | 42    |
| 7                 | Colombia · Paula Douat · Juan Camilo Bustos · Gustavo Tamayo     | 3        | 6        | 7        | 7        | 7        | 7        | 7        | 7        | 7        | C         | C         | 51    |

C: Regata Cancelada; D: Descalificados